# Động đất Cascadia 1700

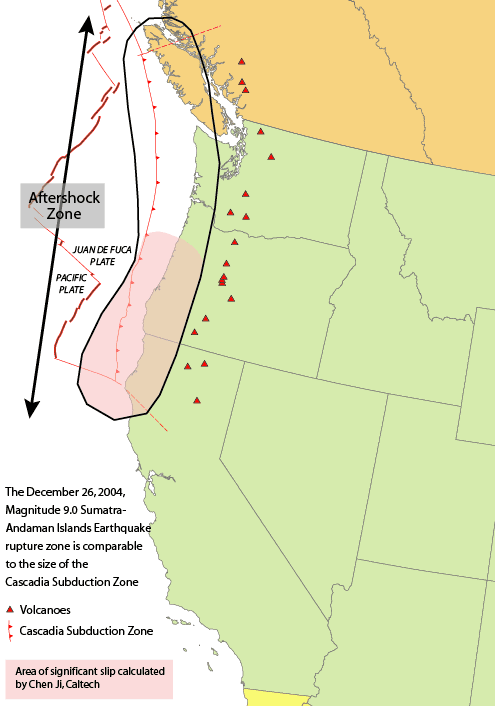
Đới hút chìm Cascadia

Động đất Cascadia 1700 là một trong những trận động đất mạnh nhất trong lịch sử xảy ra tại đới hút chìm Cascadia đảo Vancouver của Canada thuộc Thái Bình Dương vào năm 1700.  Trận động đất rất nổi tiếng không chỉ vì độ lớn 8,7-9,2 theo thang độ lớn moment mà còn tạo ra đợt sóng thần đi một quãng đường lên đến 14.000 km. Trận sóng thần được ghi lại trong lịch sử Nhật Bản  cũng như trong lịch sử truyền khẩu của người thổ dân châu Mỹ.

## Mối đe dọa trong tương lai
| Năm xảy ra | lặp lại (năm) |
| ---------- | ------------- |
| 1700       | -             |
| 1310       | 390           |
| 810        | 500           |
| 400        | 410           |
| 170 TCN    | 570           |
| 600 TCN    | 430           |

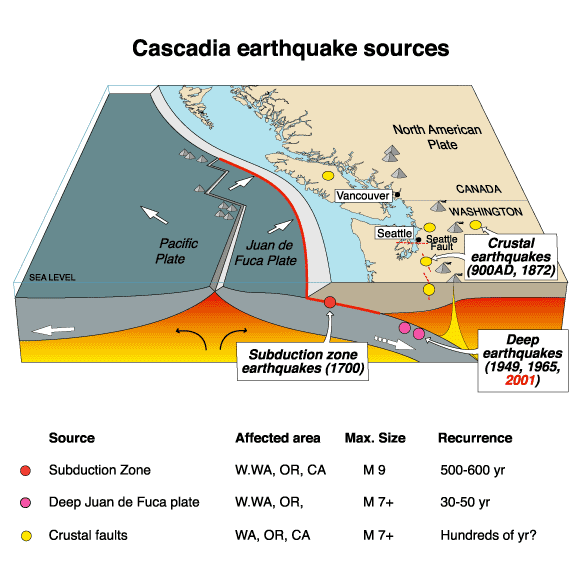
Nguồn gây động đất Cascadia

Các ghi nhận địa chất liên quan đến các trận động đất lớn (có độ lớn từ 8 trở lên) xuất hiện ở đới hút chìm Cascadia cách nhau trung bình khoảng 500 năm và thường gây ra sóng thần. Có bằng chứng cho thấy rằng có ít nhất 13 trận động đất lớn xảy ra với khoảng thời gian lặp lại từ 300 đến 900 năm, trung bình 500 năm. Các trận động đất trước đây được phỏng đoán là đã xảy ra vào năm 1310, 810, 400, 170 TCN và 600 TCN.